# Efrem Osiadły
Efrem Osiadły (właśc. Józef Tadeusz Osiadły; ur. 4 lipca 1930 w Pionkach, zm. 21 września 2004 w Częstochowie) – zakonnik, paulin, przeor klasztoru na Jasnej Górze oraz dwukrotny definitor generalny zakonu, prześladowany przez Służbę Bezpieczeństwa PRL.

## Życiorys
Był synem Antoniego i Agnieszki z domu Szczypior. Pochodził z diecezji sandomierskiej. W 1949 wstąpił do zakonu paulinów, odbywając nowicjat w Żarkach-Leśniowie, przyjmując imię: Efrem. Pierwsze śluby zakonne złożył 19 września 1950, a święcenia kapłańskie przyjął w Krakowie z rąk biskupa Stanisława Rosponda 17 czerwca 1956.
W pracy duszpasterskiej był wybitnym kaznodzieją. Po kazaniu wygłoszonym podczas uroczystości 5 czerwca 1960 został oskarżony przez Służbę Bezpieczeństwa i skazany na 3 lata więzienia, przebywając później w Zakładzie Karnym w Strzelcach Opolskich. Po zwolnieniu z więzienia 29 sierpnia 1962 powrócił na Jasną Górę, zostając duszpasterzem kombatantów i żołnierzy oraz organizatorem ich pielgrzymek na Jasną Górę.
Pełnił w zakonie wiele obowiązków, m.in. przeora klasztoru w Warszawie, przeora, podprzeora oraz kustosza klasztoru na Jasnej Górze, a także w latach 1990–2002, dwukrotnie definitora generalnego zakonu. Pracował również w paulińskich placówkach w Brdowie i Leśnej Podlaskiej. Od 1972 studiował na Katolickim Uniwersytecie Lubelskim, kończąc uczelnię z tytułem magistra teologii. Po 32 latach od niesłusznego skazania na karę więzienia został rehabilitowany przez Sąd Najwyższy w roku 1992. Po zakończeniu kadencji definitora generalnego w 2002 został prefektem księży biskupów. Ponadto był opiekunem po śmierci o. Wawrzyńca Kościeleckiego jasnogórskich chórów. Otrzymał również tytuł Honorowego Obywatela Miasta Pionki.
Zmarł na Jasnej Górze w klasztornej celi, w wyniku choroby nowotworowej 21 września 2004. Pochowany został 23 września na częstochowskim cmentarzu św. Rocha (sektor 65, nr rzędu 1, nr grobu 1 → śp. Józef Osiadły).